# Vismia pauciflora
Vismia pauciflora är en johannesörtsväxtart som beskrevs av Milne-redhead. Vismia pauciflora ingår i släktet Vismia och familjen johannesörtsväxter. Inga underarter finns listade i Catalogue of Life.